# Santo Domingo (distrito)
Santo Domingo é um distrito do Peru, departamento de Piura, localizada na província de Morropón.

## Transporte
O distrito de Santo Domingo é servido pela seguinte rodovia:
- PE-1NR, que liga a cidade de Chulucanas ao distrito de Pacaipampa [2][3][4]